# Ленинское сельское поселение (Татарстан)
Ленинское се́льское поселе́ние — муниципальное образование в Новошешминском районе Татарстана Российской Федерации.
Административный центр — село Ленино.

## История
Статус и границы сельского поселения установлены Законом Республики Татарстан от 31 января 2005 года № 36-ЗРТ «Об установлении границ территорий и статусе муниципального образования "Новошешминский муниципальный район" и муниципальных образований в его составе».

## Население
| 2010 | 2011 | 2012 | 2013 | 2014 | 2015 | 2016 |
| ---- | ---- | ---- | ---- | ---- | ---- | ---- |
| 705  | ↘704 | ↗710 | ↘704 | ↘703 | ↘698 | ↘697 |
| 2017 | 2018 |      |      |      |      |      |
| ↘692 | ↘654 |      |      |      |      |      |

## Состав сельского поселения
| № | Населённый пункт | Тип населённого пункта       | Население |
| - | ---------------- | ---------------------------- | --------- |
| 1 | Горшково         | село                         |           |
| 2 | Ленино           | село, административный центр |           |